# Limnea
Limnea (en griego, Λιμναία, cuyo significado es «lacustre») es el nombre de una antigua ciudad griega de Acarnania. 
Es citada por Tucídides en el marco de la guerra del Peloponeso, donde se menciona que Limnea, que no estaba fortificada, fue arrasada por un ejército espartano junto con algunos aliados bajo el mando de Cnemo en el 429 a. C. Se menciona que estaba en territorio argivo.
El historiador también la cita como un lugar que atravesó el ejército espartano bajo el mando de Euríloco, entre Medeón y el territorio de los agreos, cuando se dirigían a Olpas en 426 a. C.
Se desconoce el lugar exacto donde estaba situada aunque por el significado del topónimo se supone que estuvo junto a uno de los lagos que hay en el territorio próximo a Argos Anfiloquia.